# Anacanthaspis japonica
Anacanthaspis japonica är en tvåvingeart som beskrevs av Tokuichi Shiraki 1932. Anacanthaspis japonica ingår i släktet Anacanthaspis och familjen vedflugor. Inga underarter finns listade i Catalogue of Life.